# Amelia (nome)
Amelia  è un nome proprio di persona italiano femminile.

## Varianti
- Femminili: Amalia
  - Ipocoristici: Lelia
- Maschili: Amelio

### Varianti in altre lingue
- Bulgaro: Anelia
- Francese: Amélie[1]
- Inglese: Amelia[1], Emelia[1]
- Islandese: Amelía
- Ligure: Amelia, Melia[2]
  - Alterati: Memme
- Olandese: Amelia[1]
- Polacco: Amelia[1]
  - Alterati: Amelka

- Portoghese: Amélia[1]
- Spagnolo: Amelia[1]
  - Alterati: Amelita
- Tedesco: Amelia[1], Amelie[1]

## Origine e diffusione
Il nome continua il nome gentilizio nonché soprannome latino Amelius a sua volta da Amius (forse etrusco), in età tarda nome individuale, affermatosi per il prestigio di santi e sante nonché di protagonisti della chanson de geste. Si può trattare anche di una variante del nome Amalia, che deriva dal germanico amal, "lavoro", e vuol dire quindi "laboriosa". Il maschile Amelio può anche essere variante di Emilio.

## Onomastico
L'onomastico si festeggia il 5 gennaio o il 31 maggio in ricordo di sant'Amelia, vergine e martire a Gerona in Catalogna nel IV secolo.

## Persone

Amelia di Leuchtenberg

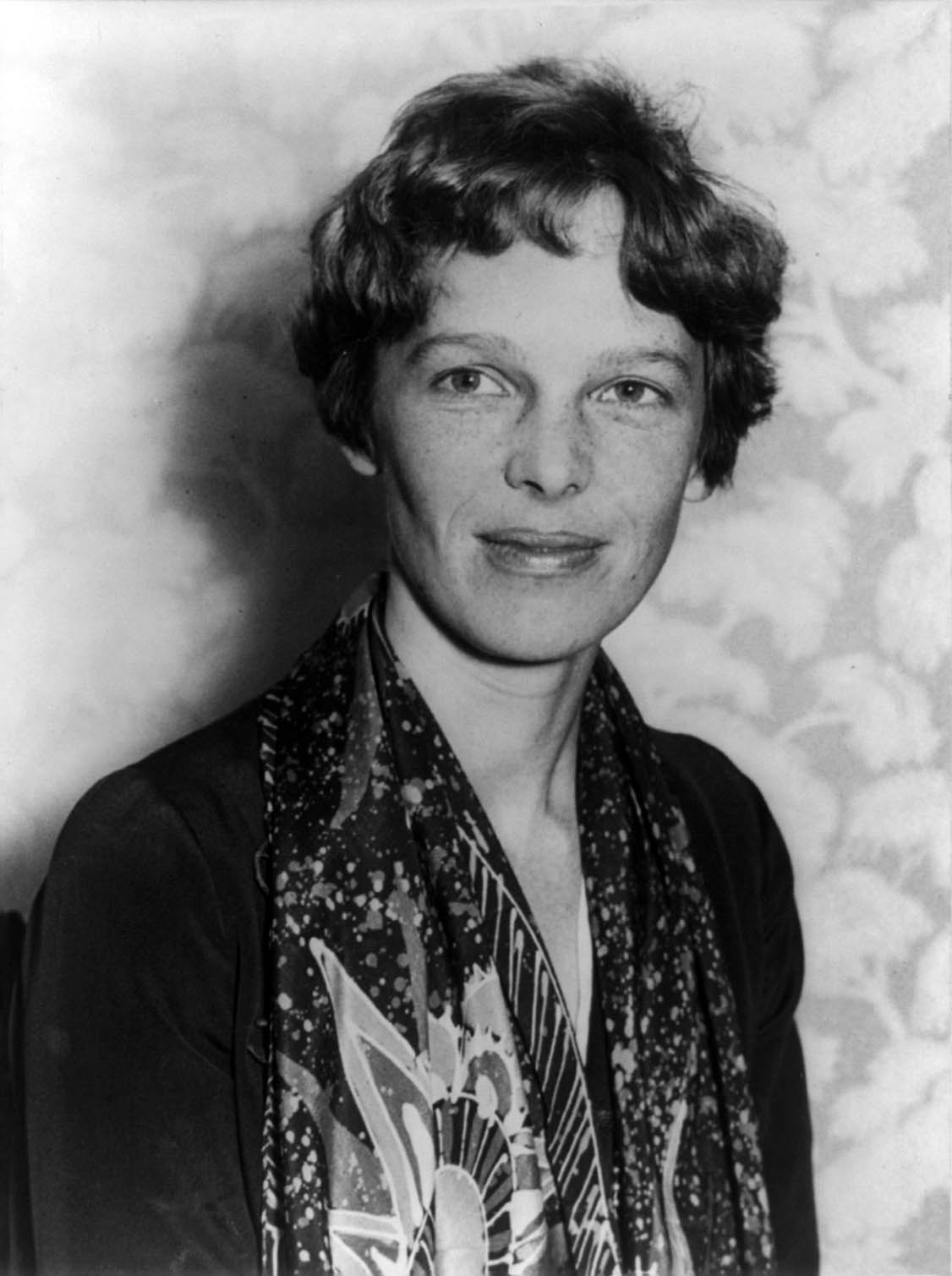
Amelia Earhart

- Amelia di Leuchtenberg, duchessa di Leuchtenberg e Imperatrice del Brasile
- Amelia Andersdotter, politica svedese
- Amelia Edith Barr, scrittrice britannica naturalizzata statunitense
- Amelia Chellini, attrice italiana
- Amelia Darcy, nobile britannica
- Amelia Earhart, aviatrice statunitense
- Amelia Edwards, scrittrice, giornalista ed egittologa britannica
- Amelia Gayle, bibliotecaria e accademica statunitense
- Amelia J. Gordon, politica filippina
- Amelia Opie, scrittrice britannica
- Amelia Piccinini, atleta italiana
- Amelia Pincherle Rosselli, scrittrice italiana
- Amelia Pinto, soprano italiano
- Amelia Rosselli, poetessa, organista ed etnomusicologa italiana
- Amelia Vega, modella dominicana
- Amelia Warner, attrice e cantante britannica

### Variante Amélie

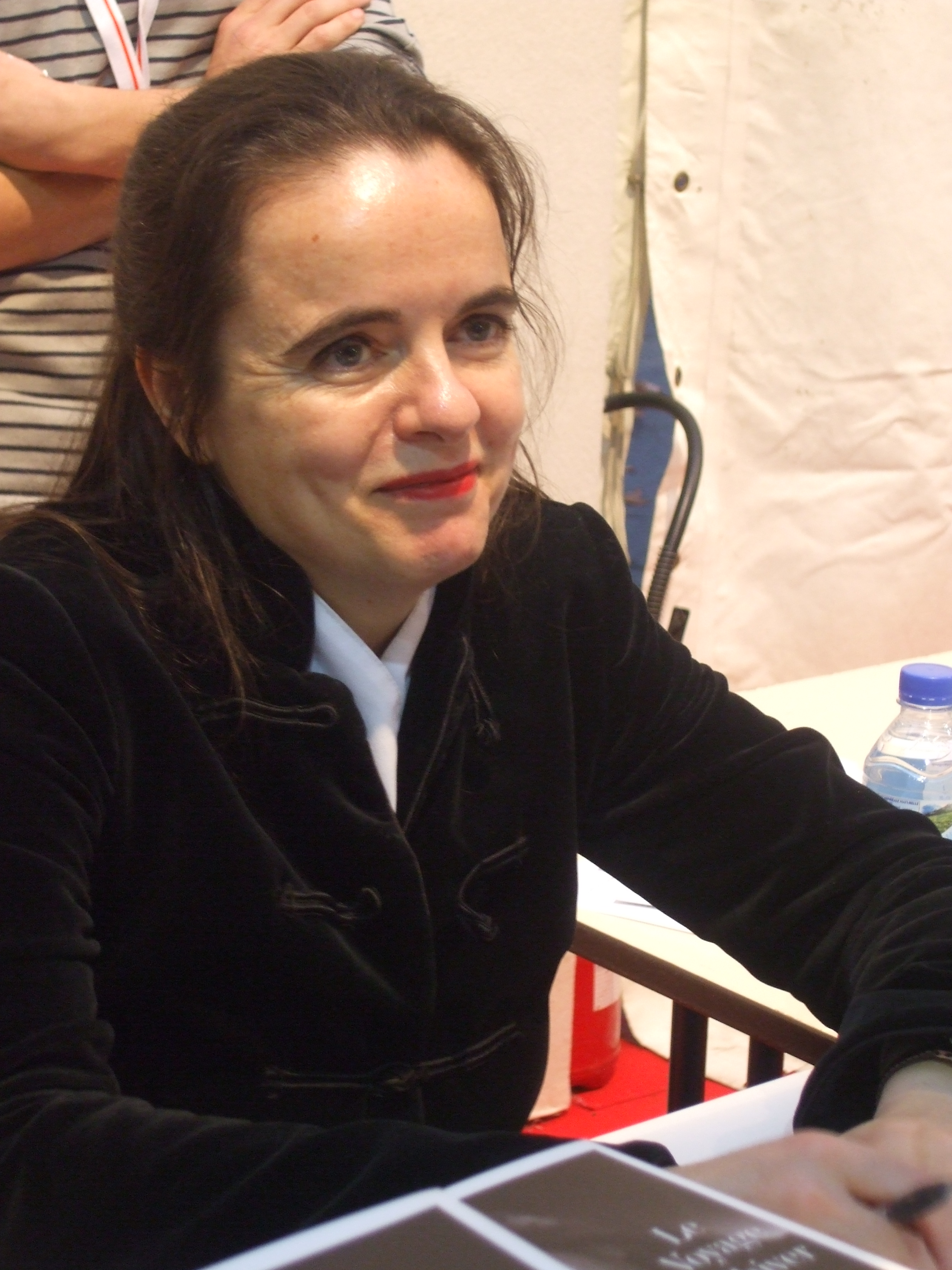
Amélie Nothomb

- Amélie Beaury-Saurel, pittrice francese
- Amélie Caze, pentatleta francese
- Amélie Cocheteux, tennista francese
- Amélie Daure, attrice francese
- Amélie Lundahl, pittrice finlandese
- Amélie Mauresmo, tennista francese
- Amélie Nothomb, scrittrice belga

### Altre varianti
- Amelita Galli-Curci, soprano italiano
- Amelie Kober, snowboarder tedesca

## Il nome nelle arti
- Amelia, "la strega che ammalia", è un personaggio nei fumetti e cartoni animati Disney.
- Amelia è il nome della protagonista femminile dell'opera di Giuseppe Verdi Un ballo in maschera.
- Amelia è un personaggio del romanzo breve di Cesare Pavese La bella estate.
- Amelia è un personaggio del dramma di Federico García Lorca La casa di Bernarda Alba.
- Amelia è un personaggio del film del 1976 Novecento, diretto da Bernardo Bertolucci.
- Amelia al ballo è un'opera buffa in un atto con testo e musica di Gian Carlo Menotti.
- Amelia Benassi è un personaggio del film del 2007 Mio fratello è figlio unico, diretto da Daniele Luchetti.
- Amelia Bonetti è la protagonista del film del 1985 Ginger e Fred, diretto da Federico Fellini.
- Amelia Peabody, archeologa, è un personaggio letterario nato dalla penna della scrittrice Elizabeth Peters, protagonista di una lunga serie di romanzi.
- Amelia Pond è un personaggio della serie televisiva Doctor Who.
- Amélie Poulain è la protagonista del film Il favoloso mondo di Amélie di Jean-Pierre Jeunet.
- Amelia Priore (zia Memè) è un personaggio della commedia Sabato, domenica e lunedì di Eduardo De Filippo.
- Amelia Recchia è un personaggio della commedia La grande magia di Eduardo De Filippo.
- Amelia Sachs è un personaggio letterario creato da Jeffery Deaver.
- Amelia Shepherd è un personaggio della serie televisiva Grey's Anatomy.
- Amelia Wil Tesla Saillune è un personaggio della serie fantasy Slayers.
- Amelia è un film biografico del 2009 della regista indiana Mira Nair, basato sulla vita della famosa aviatrice Amelia Earhart, interpretata da Hilary Swank.

## Toponimi
- 986 Amelia è un asteroide della fascia principale, che prende il nome dalla moglie dello scopritore Josep Comas i Solà.